# Генеральный прокурор Калифорнии
Генеральный прокурор Калифорнии (англ. Attorney General of California) – генеральный прокурор штата Калифорния. Обязанностью этого должностного лица является обеспечение «равномерного и надлежащего исполнения законов штата». Генеральный прокурор Калифорнии выполняет обязанности через Департамент юстиции Калифорнии. В департаменте работает более 4 700 человек.
Генеральный прокурор Калифорнии избирается на четырёхлетний срок с максимальным количеством в два срока. Выборы проводятся одновременно с выборами губернатора, вице-губернатора, контролёра, секретаря штата, казначея, начальника департамента образования и комиссара по страхованию. Несколько генеральных прокуроров продолжили свою карьеру на более высоких должностях или на федеральном уровне, включая должности губернатора, сенатора США, главного судьи Верховного суда США и вице-президента США.
24 марта 2021 года губернатор Гэвин Ньюсом объявил, что назначит Роба Бонту на должность генерального прокурора, чтобы он сменил Хавьера Бессеру, который ушёл в отставку, чтобы стать министром здравоохранения и социальных служб при президенте Джо Байдене. Назначение Бонты подлежало утверждению обеими палатами законодательного собрания Калифорнии, и он был приведён к присяге 23 апреля 2021 года.

## Обязанности

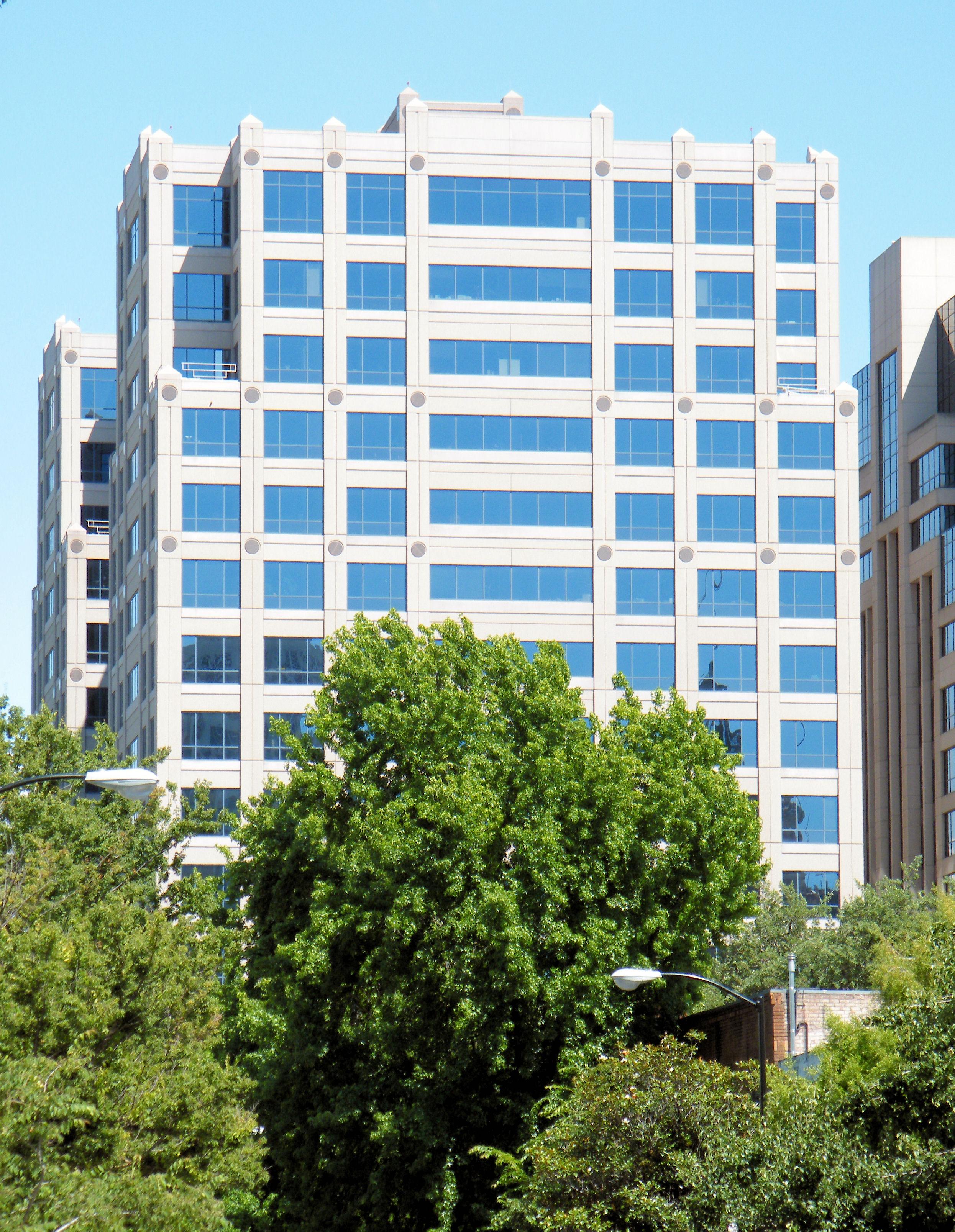
Главный офис генерального прокурора Калифорнии в Сакраменто находится в этом здании

Согласно Конституции штата, Кодексу гражданского процесса и Кодексу о правительстве, генеральный прокурор:
- как главный юрисконсульт штата, обеспечивает равномерное и надлежащее исполнение законов штата[2];
- возглавляет Департамент юстиции, который отвечает за предоставление юридических услуг штату и поддержку местных правоохранительных органов;
- выступает в качестве главного адвоката в судебных делах штата;
- контролирует правоохранительные органы, включая окружных прокуроров и шерифов.